# Johanna Schreiber
Johanna Vibeke Högström Schreiber, född 23 juni 1986, är en svensk journalist och författare.

## Biografi
Schreiber har läst litteraturvetenskap vid Linköpings universitet och är utbildad journalist vid Journalisthögskolan i Göteborg. Hon har arbetat som reporter och London-korrespondent för Expressen, redaktör på mama, och arbetar i dag (2025) som ledarskribent vid Liberala nyhetsbyrån. Hon har beskrivit sitt författarskap som att "hon brinner för att i lättsam ton ta sig an allvarliga ämnen".
Schreiber har gett ut två böcker om den judiska flickan Mira som riktar sig till läsare i åldern 6 till 9 år. I den första boken, Miras magiska anteckningsbok får Mira en anteckningsbok med magiska krafter av sin farfar, där boken likt ett orakel kan se in i framtiden. I uppföljaren Miras magiska stjärnkikare kan hon se personer som hon önskar att få se eller träffa igen. Böckerna handlar ofta om att allt kanske inte alltid är som man tror, eller som det verkar.
I boken Inte som du (2019) vänder hon upp och ner på maktstrukturerna i en berättelse om könsroller, ishockey och konståkning.
Hon har (2020) blivit uppmärksammad för sin bok Tolv veckor med dig, som på ett mera vardagligt och avdramatiserat sätt beskriver en abort.

### Barn och ungdom
- 2013 –  Carlstensveckan. Stockholm: B Wahlström. Libris 13862955. ISBN 9789132161919
- 2014 –  Offpist. Stockholm: B Wahlström. Libris 16525069. ISBN 9789132163920
- 2019 – Schreiber, Johanna; Ömalm Ronvall Ida. Inte som du. Stockholm: B Wahlströms. Libris z8xt3mc1wm6q49mp. ISBN 9789132211058
- 2023 – Schreiber, Johanna; Schreiber Nakima. Barnens judiska år: en inspirationsbok för barn och deras vuxna. [Stockholm]: Hillelförlaget. Libris vb37hz07sjv0swkr. ISBN 9789198746624

#### Mira
- 2019 – Schreiber, Johanna; Salmén Matilda. Miras magiska anteckningsbok. Stockholm: B Wahlströms. Libris cm25v3159jx29qgd. ISBN 9789132210198
- 2023 –  Schreiber, Johanna. Miras magiska stjärnkikare. Stockholm: StorySide. Libris vcz9k7pbsn1zt0l5. ISBN 9789180852722

#### Hemliga klubben
- 2022 – Schreiber, Johanna; Malmgren Frida. Skolavslutningen. Hemliga klubben. Stockholm: B. Wahlströms. Libris m2ps8t92k8hjfn6k. ISBN 9789132214837
- 2022 – Schreiber, Johanna; Malmgren Frida. Strömavbrottet. Hemliga klubben. Stockholm: B. Wahlströms. Libris 7nkbxp5757vnssv3. ISBN 9789132214868
- 2023 – Schreiber, Johanna; Malmgren Frida. Schlagerfinalen. Hemliga klubben. Stockholm: B. Wahlströms. Libris 4l60hhd72bp4b300. ISBN 9789132215834
- 2023 – Schreiber, Johanna; Malmgren Frida. Pepparkakshuset. Hemliga klubben. Stockholm: B. Wahlströms. Libris gx7tx66kdzd1ndsr. ISBN 9789132216428